# انتخابات أرض البنط الرئاسية 2014
أُجريت الانتخابات الرئاسية لعام 2014 في أرض البنط في 8 يناير 2014 في جروي ، العاصمة الإدارية لمنطقة بونتلاند المستقل ذاتيًا بالحكم في شمال شرق الصومال . تُجرى ثالث انتخابات من نوعها في الولاية منذ تشكيلها في اليوم الأول من أغسطس 1998 ، جاء ذلك عقب انتخاب رئيس البرلمان الجديد ونائبيه في 4 يناير 2014 من قبل الهيئة التشريعية الإقليمية المكونة من 66 مقعدًا. وكان من بين المرشحين مسؤولين من إدارة أرض البنط الحالية ووزراء السابقين في الحكومة ورجال أعمال محليين البارزين. وشهد الاقتراع انتخاب رئيس وزراء الصومال السابق عبد الولي محمد علي ليكون الرئيس الخامس لبونتلاند ، متغلبًا بفارق ضئيل على الرئيس الحالي عبد الرحمن محمد محمود فارولي . انتخب مجلس النواب في نفس الوقت عبد الحكيم عبد الله حاجي عمر نائبًا جديدًا لرئيس أرض البنط بدلاً من عبد الصمد علي شيرى.